# Колонны Святого Марка и Святого Теодора
Колонны Святого Марка и Святого Теодора (итал. Colonne di San Marco e San Todaro) — две гранитные колонны, установленные в Венеции, стоящие на пьяцетте — небольшой площади, примыкающей к площади Сан-Марко и выходящей на канал Сан-Марко.

## История
В 1099 году Венеция оказала военную помощь Константинополю, выставив венецианский флот в войне против царя Тира, и союзники одержали блестящую победу. В качестве военных трофеев, среди прочего, Венеция получила три огромные монолитные гранитные колонны. Эти колонны в 1125 году были доставлены морем в Венецию. Во время разгрузки одна из трёх колонн упала в море, затонула и была утеряна, так как погрузилась в илистое дно лагуны. Несмотря на многочисленные попытки, эта колонна до сих пор не найдена.
Две других колонны были успешно перемещены на берег, однако пролежали там до 1196 года, так как никто не брался за их установку — каждая из колонн весила около ста тонн.

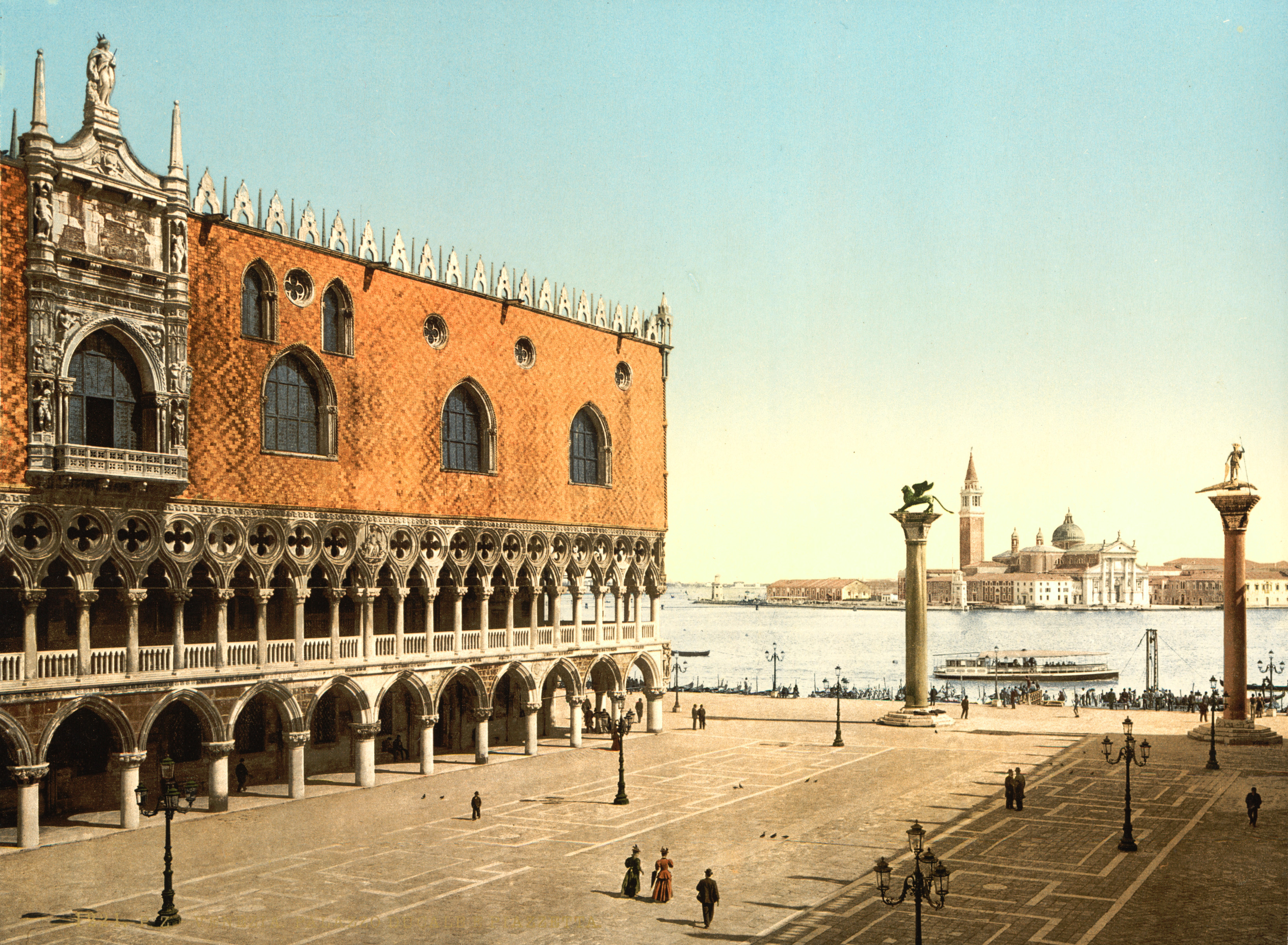
Пьяцетта и колонны в 1890-е годы.

Наконец инженер и архитектор Никколо Бараттьери взялся за установку колонн. Для поднятия их он использовал эффект «мокрой верёвки», известный морякам того времени. Трюк заключался в том, что сухой пеньковый канат удерживающий груз, при поливе его водой сокращался. Этот эффект и использовал Баратьери.
В качестве платы за эту работу архитектор получил право расставить между колоннами столики для азартных игр, чтобы получать с них доход — с тех пор на его родовом гербе появились изображения трёх игральных костей.
Место между двумя колоннами использовалось для смертной казни. Осуждённого разворачивали лицом к часам Часовой башни, отбивающим последние минуты жизни приговорённого. В частности, на этом месте повесили архитектора Филиппо Календарио и прочих заговорщиков. Суеверные местные жители до сих пор предпочитают не проходить между двух колонн.
О происхождении колонн и бронзового изваяния крылатого льва нет достоверных сведений. Помпео-Герард Мольменти полагал, что колонны были привезены из Константинополя, тогда как другие источники приписывают им сирийское происхождение.

Ис тех двух помяненных площадей одна площадь к самому морю, и с той площади в моря поделаны каменные ступени, где стоят всегда много судов морских мелких, пиот и гундалов наемных, кто похочет, из них наняв какое судно, куда ехать. На той площади зделаны два великие столпа каменные, круглые, глаткой работы, ис целых каменей высечены, а не смастиченые, в высоту сажень по 6 или болши; под теми столпами поделаны рундуки каменные. На одном ис тех столпов поставлен каменной лев со Евангелием во образ святаго евангилиста Марка, зделан резною изрядною работою; а на другом столпе зделано подобие зверя каркадила и на нём поставлено подобие человека во образ некотораго мученика.— стольник П. А. Толстой, 1697

### Колонна Святого Марка

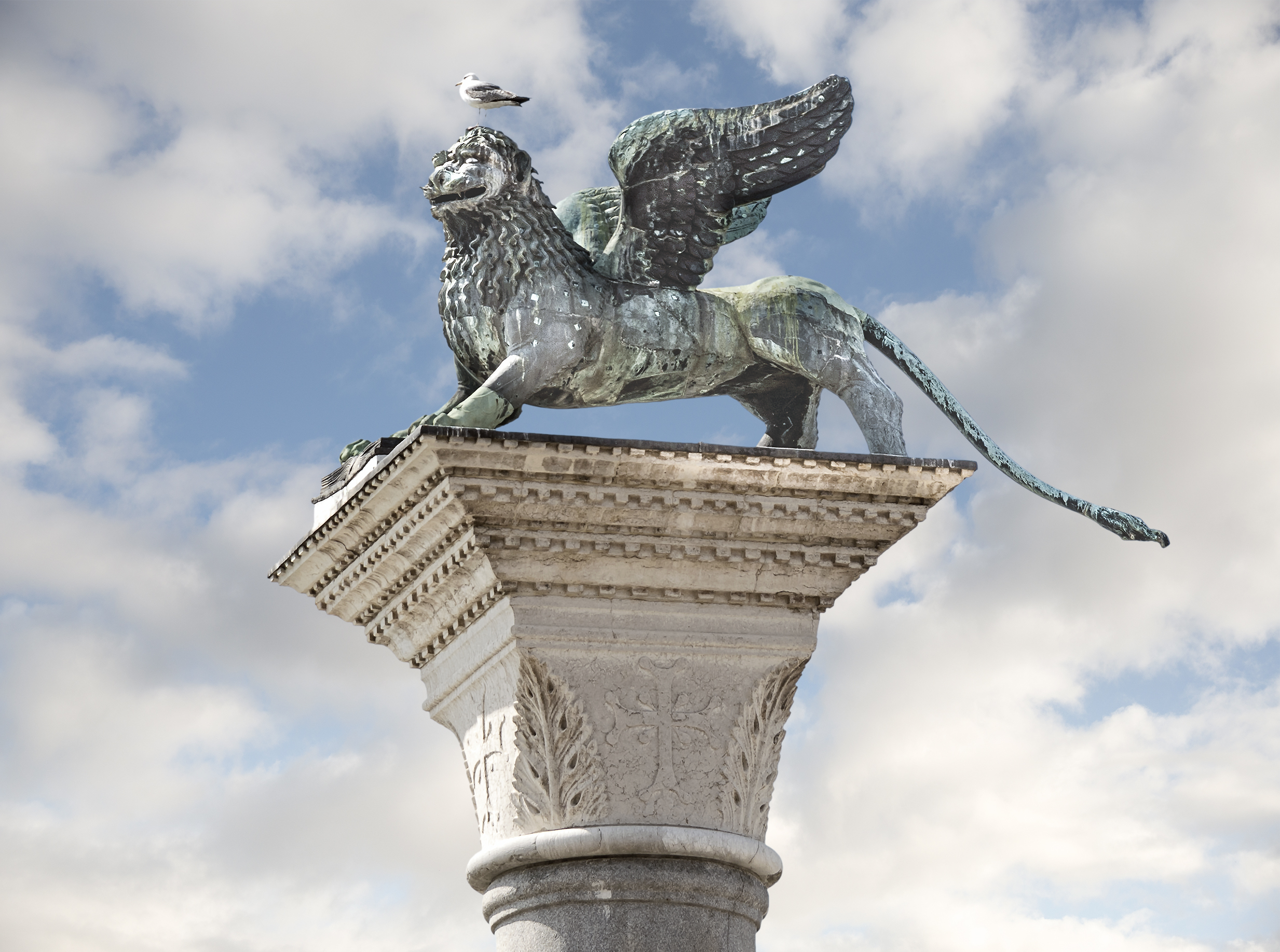
Капитель колонны Святого Марка.

На восточной колонне 45°26′00″ с. ш. 12°20′23″ в. д. Святого Марка установлена бронзовая статуя крылатого льва. По одной из версий, статую переделали из персидской химеры, к которой приделали крылья. Существует также версия, что химера была привезена из Китая. Рёскин считал крылатого льва произведением безымянных венецианских литейщиков XIII века, но некоторые авторы видят в нём восточную бронзу византийского, сасанидского и даже ассирийского искусства.
В 1797 году Наполеон I низложил последнего дожа, снял с колонны и перевёз в Париж символ могущества Венеции — льва Святого Марка. Лев некоторое время стоял в Париже перед Домом Инвалидов. Впоследствии по решению Венского конгресса его возвратили Венеции и водворили на ту же восточную колонну. При перевозке из Парижа в Венецию древняя скульптура разбилась и распалась на 84 куска. Архитектор Бартоломео Феррари собрал все мелкие осколки и переплавил их в печи. В его руках статуя постепенно превратилась в сооружение из фрагментов бронзы, свинца и латуни, скрепленных между собой болтами и многочисленными швами. Одна из лап оказалась даже залитой цементом. В «подлиннике» до наших дней дошли только левая задняя лапа, правая ляжка, волнистая грива и целая голова.
В июле 1985 года скульптуру бронзового льва отправили на реставрацию в мастерские Сан-Грегорио. Оказалось, что изваяние весит 2,8 тонны. Ученые не только отреставрировали скульптуру, но и смогли определить её возраст. Выяснилось, что скульптуре уже около 2500 лет. Учёные предполагают, что скульптуру отлили в V веке до н. э. в ассирийском городе Тарсе. Во времена первых Крестовых походов — в XI или XII вв. — «освободители Гроба Господня» доставили скульптуру на Апеннины в качестве трофея. Первое письменное упоминание об этой скульптуре встречается в 1293 году в документах Большого Совета Венецианской республики — речь в них также шла о необходимости реставрации скульптуры. После последних реставрационных работ лев возвратился на своё место в июле 1991 года в увитой цветами гондоле.

### Колонна Святого Теодора

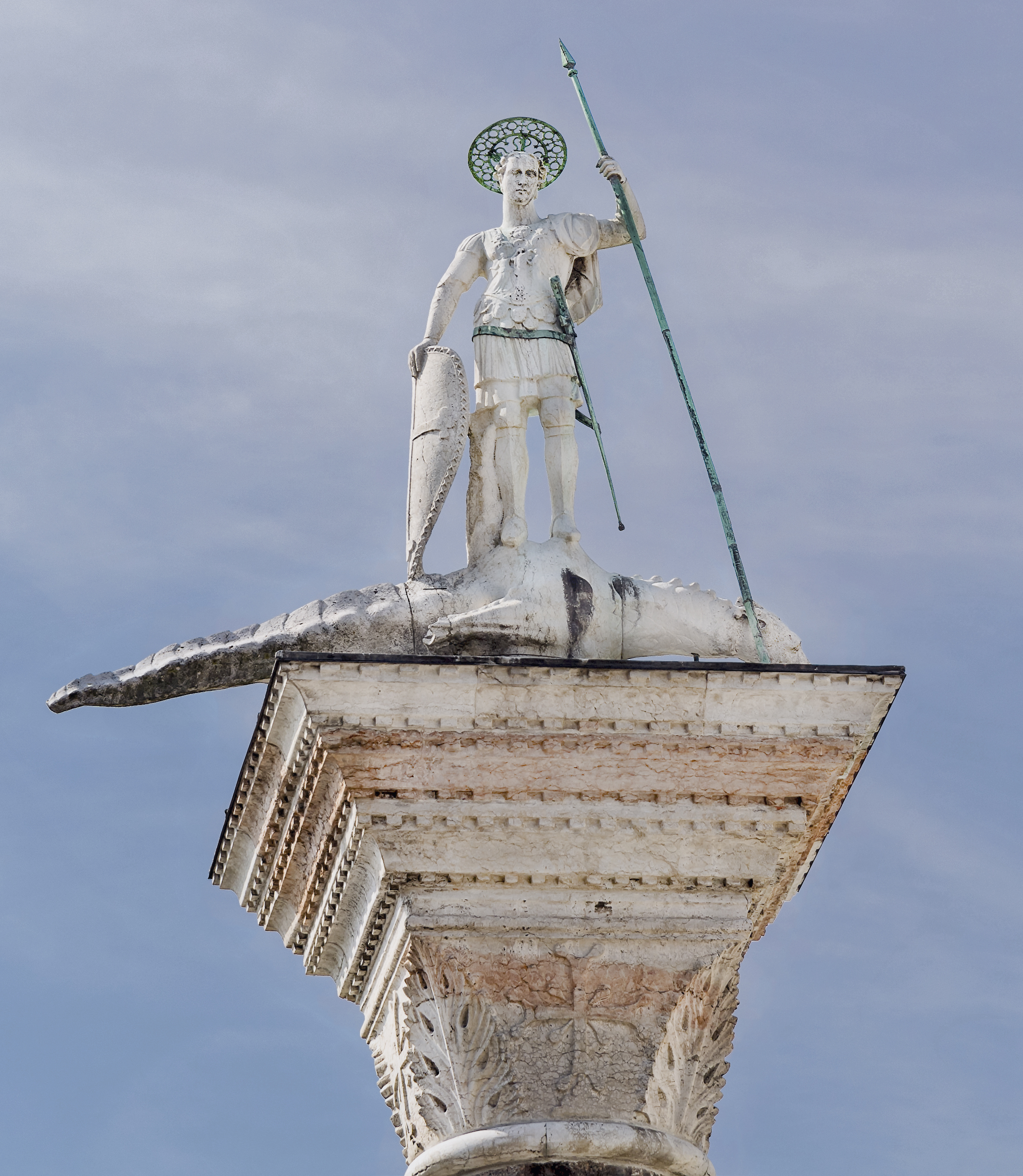
Капитель колонны Святого Теодора.

На западной колонне 45°25′59″ с. ш. 12°20′22″ в. д. установлена мраморная скульптура, изображающая воина Феодора Тирона (св. Теодора). Это копия с оригинала, который в настоящее время хранится во Дворце дожей. Оригинал же составлен из торса скульптуры неизвестного римского полководца II века и головы статуи Митридата Понтийского, привезённой также из Константинополя; у ног святого находится такой же составной крокодил — по легенде, это символизирует морское могущество Венеции.
Ранее патроном Венеции считался Святой Теодор, и храм, посвящённый ему, находился рядом с тем местом, где позднее возвели Собор Святого Марка, и был значительно старше своего преемника. В IX веке мощи святого Марка были из Александрии переправлены в Венецию, и жители города официально приняли покровительство нового патрона. Однако венценосный рыцарь Теодор с копьём в руках остаётся одним из самых любимых святых в городе и не почитается католиками нигде, кроме Венеции.